# James Wharton (boxeador)
James Wharton (3 de março de 1813 – 25 de abril de 1856) foi um boxeador marroquino. Wharton praticou boxe de 1833 a 1840 e teve um recorde de carreira de 8 vitórias e 1 empate. Ele foi postumamente introduzido no International Boxing Hall of Fame em 2012.

## Juventude
No dia 3 de março de 1813, Wharton nasceu em Tânger, em Marrocos. A sua mãe era camponesa enquanto o seu pai era marinheiro. Wharton começou a trabalhar como grumete na Hopewell, com a idade de doze anos.

## Carreira
Wharton lutou contra vários adversários no início da década de 1830, enquanto trabalhava no Hopewell. Uma das primeiras conquistas de Wharton foi contra o cozinheiro da Hopewell, que o acusou de roubar comida. Ele então foi para Londres treinar com o lutador aposentado Jem Burn. Wharton venceu as suas primeiras três lutas na carreira contra Tom McKeevor em 1833, contra o "Herefordshire Pippin" Evans em 1834 e contra "Hammersmith Cowboy" Jack Wilsden em 1835. Após o cancelamento de uma partida de 1835 contra Nick Ward, Wharton fez um tour com Deaf Burke. No final do ano, ele ganhou um combate contra Bill Fisher.
Em 1836, Wharton teve o seu único empate em sua carreira contra Tom Britton. Durante o combate, os fãs de Britton jogaram coisas a Wharton e ameaçaram ele. A partida de Wharton contra Britton durou mais de quatro horas, com 200 rodadas, antes de um empate ser marcado. Após a partida, Wharton fez um tour com o treinador de Deaf Burke, Tommy Roundhead. Em 1837, Wharton foi para Liverpool, na Inglaterra, para enfrentar Harry Preston. Wharton venceu a partida quando deixou Preston inconsciente após um golpe. Ao longo de 1837, Wharton venceu combates contra Sandy MacNeish na Escócia e William Renwick na Inglaterra. Em 1839, Wharton venceu uma revanche contra Renwick. Em 1840, Wharton lutou contra John Lane. Apesar de Wharton quase perder para Lane por um estrangulamento, Wharton derrotou Lane e venceu o seu último combate.

## Prémios e honras
Wharton foi introduzido postumamente no International Boxing Hall of Fame em 2012.

## Morte
Em 25 de abril de 1856, Wharton morreu em Liverpool, na Inglaterra, por complicações da tuberculose.